# Фаулер, Кэлвин
Кэлвин Бернард «Кэл» Фаулер (англ. Calvin Bernard "Cal" Fowler; 11 февраля 1940, Питтсбург, штат Пенсильвания, США — 5 марта 2013, Берлингтон, штат Нью-Джерси, США) — американский профессиональный баскетболист, чемпион Панамериканских игр в Виннипеге (1967) и Олимпийских игр в Мехико (1968).

## Биография
После окончания колледжа как игрок «Акрон Гудиер Уингфутс» стал звездой Союза любительской атлетики (AAU). В 1962 г. окончил университет Святого Франциска в Лоренто, штат Пенсильвания. В 1967 г. в составе «Уингфутс» выиграл первенство AAU. В том же 1967 г. стал четвёртым на чемпионате мира а Монтевидео и в качестве капитана — обладателем золотой медали на Панамериканских играх в Виннипеге.
На летних Играх в Мехико (1968) в составе сборной США становится олимпийским чемпионом. В сезоне 1969/70 выступал за профессиональный клуб «Каролина Кугэрз».
По завершении спортивной карьеры работал в сфере продаж и маркетинга для компании Adidas, затем, до выхода на пенсию, был сотрудником Почтовой службы Соединенных Штатов.